# The Pinehills (Massachusetts)
The Pinehills é um lugar designado pelo censo localizado no condado de Plymouth no estado estadounidense de Massachusetts. No Censo de 2010 tinha uma população de 955 habitantes e uma densidade populacional de 334,9 pessoas por km².

## Geografia
The Pinehills encontra-se localizado nas coordenadas 41° 53′ 18″ N, 70° 36′ 00″ O. Segundo a Departamento do Censo dos Estados Unidos, The Pinehills tem uma superfície total de 2.85 km², da qual 2.85 km² correspondem a terra firme e (0%) 0 km² é água.

## Demografia
Segundo o censo de 2010, tinha 955 pessoas residindo em The Pinehills. A densidade populacional era de 334,9 hab./km². Dos 955 habitantes, The Pinehills estava composto pelo 96.54% brancos, o 0.84% eram afroamericanos, o 0% eram amerindios, o 1.36% eram asiáticos, o 0% eram insulares do Pacífico, o 0.73% eram de outras raças e o 0.52% pertenciam a duas ou mais raças. Do total da população o 1.57% eram hispanos ou latinos de qualquer raça.